# Moncey
Moncey is een gemeente in het Franse departement Doubs (regio Bourgogne-Franche-Comté) en telt 415 inwoners (2004). De plaats maakt deel uit van het arrondissement Besançon.

## Geografie
De oppervlakte van Moncey bedraagt 5,0 km², de bevolkingsdichtheid is 83,0 inwoners per km².

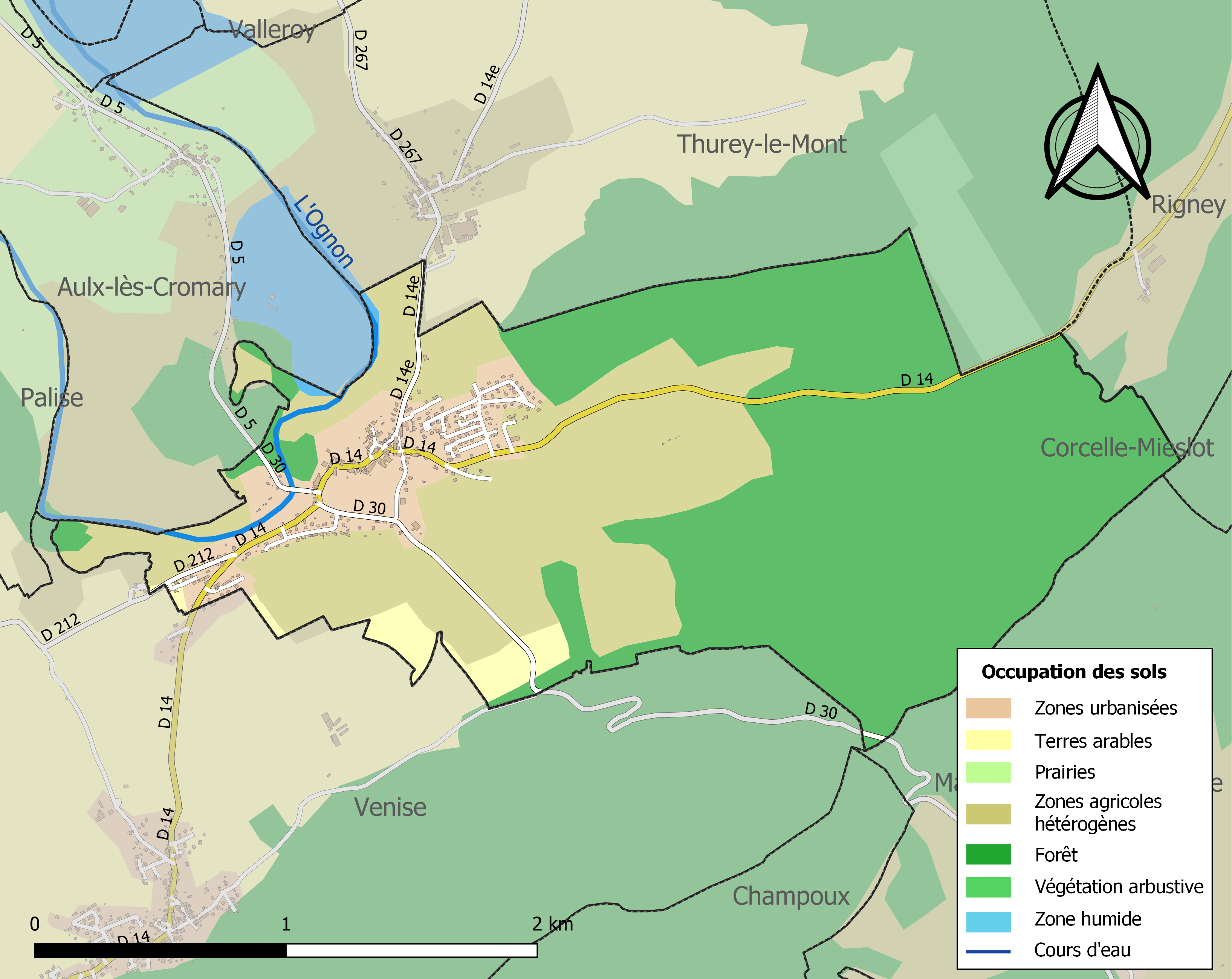
Kaart van de gemeente met de belangrijkste infrastructuur, bodemgebruikenomliggendegemeenten

## Demografie
Onderstaande figuur toont het verloop van het inwonertal (bron: INSEE-tellingen).